# Сунино, Рикардо
Рика́рдо Суни́но (исп. Ricardo Zunino; 13 апреля 1949 года, Сан-Хуан, Аргентина) — аргентинский автогонщик, пилот Формулы-1.

## Биография
Начал карьеру автогонщика в 1969 году, выступая в гонках спорткаров в Южной Америке, затем участвовал в гонках аргентинского чемпионата по турингу. В 1977 году при поддержке Аргентинского автомобильного клуба переехал в Европу, где соревновался в европейском чемпионате Формулы-2.
В 1979 году стартовал в британском чемпионате Формулы-1, где выиграл гонку в Брэндс-Хэтч и завоевал ещё три подиума, заняв в итоге пятое место в чемпионате.
В конце сезона 1979 года дебютировал в чемпионате мира Формулы-1 при необычных обстоятельствах: пилот команды Brabham Ники Лауда в ходе тренировок перед Гран-при Канады 1979 года объявил о своем уходе из гонок, и Сунино, первоначально приехавший на эту гонку в качестве зрителя, заменил чемпиона мира за рулём автомобиля. На этом Гран-при Сунино занял седьмое место и получил контракт пилота Brabham на 1980 год. После неудовлетворительных выступлений в первой половине сезона 1980 года был уволен из команды. В 1981 году провёл ещё два Гран-при в команде Tyrrell, после чего закончил гоночную карьеру и занялся туристическим бизнесом.

## Результаты выступлений в Формуле-1
| Легенда к таблице |                                                                    |
| --- | ------------------------------------------------------------------ |
| В таблице перечислены результаты всех Гран-при Формулы-1, в которых принимал участие гонщик. Строками таблицы являются сезоны, столбцами — этапы чемпионата мира. В каждой клетке указаны сокращённое название этапа и результат, дополнительно обозначенный цветом. Расшифровка обозначений и цветов представлена в нижеследующей таблице. |                                                                    |
| \| Пример \| Описание \| \| ------------ \| ------------------------------------------------------------------ \| \| 1 \| Победитель \| \| 2 \| Второе место \| \| 3 \| Третье место \| \| 5 \| Финишировал, заработав очки \| \| Сход \| Не финишировал, но при этом заработал очки \| \| 12 \| Финишировал, не получив очков \| \| НКЛ \| Финишировал, но не попал в финальную классификацию \| \| 15 \| Участвовал вне зачёта, либо по отдельной классификации \| \| 18 \| Не финишировал, но попал в финальную классификацию \| \| Сход \| Не финишировал \| \| НКВ \| Не прошёл квалификацию \| \| НПКВ \| Не прошёл предквалификацию \| \| ДСК \| Дисквалифицирован \| \| ИСК \| Исключён из протокола соревнований \| \| ТТ \| Заявлен для участия только в тренировках \| \| НС \| Участвовал в квалификации, но не стартовал в гонке \| \| Т \| Травмирован или болен \| \| ОТК \| Отказ от участия \| \| НТР \| Прибыл на соревнования, но на трассу не выезжал \| \| НПР \| Был заявлен в числе участников, но не прибыл к началу соревнований \| \| О \| Соревнования отменены \| \| \| Не участвовал \| \| Поул-позиция \| \| \| Быстрый круг \| \| |                                                                    |
| Пример | Описание                                                           |
| 1 | Победитель                                                         |
| 2 | Второе место                                                       |
| 3 | Третье место                                                       |
| 5 | Финишировал, заработав очки                                        |
| Сход | Не финишировал, но при этом заработал очки                         |
| 12 | Финишировал, не получив очков                                      |
| НКЛ | Финишировал, но не попал в финальную классификацию                 |
| 15 | Участвовал вне зачёта, либо по отдельной классификации             |
| 18 | Не финишировал, но попал в финальную классификацию                 |
| Сход | Не финишировал                                                     |
| НКВ | Не прошёл квалификацию                                             |
| НПКВ | Не прошёл предквалификацию                                         |
| ДСК | Дисквалифицирован                                                  |
| ИСК | Исключён из протокола соревнований                                 |
| ТТ | Заявлен для участия только в тренировках                           |
| НС | Участвовал в квалификации, но не стартовал в гонке                 |
| Т | Травмирован или болен                                              |
| ОТК | Отказ от участия                                                   |
| НТР | Прибыл на соревнования, но на трассу не выезжал                    |
| НПР | Был заявлен в числе участников, но не прибыл к началу соревнований |
| О | Соревнования отменены                                              |
| | Не участвовал                                                      |
| Поул-позиция |                                                                    |
| Быстрый круг |                                                                    |

| Год  | Команда | Шасси        | Двигатель | 1     | 2      | 3      | 4        | 5        | 6       | 7        | 8   | 9   | 10  | 11  | 12  | 13  | 14    | 15       | Место | Очки |
| ---- | ------- | ------------ | --------- | ----- | ------ | ------ | -------- | -------- | ------- | -------- | --- | --- | --- | --- | --- | --- | ----- | -------- | ----- | ---- |
| 1979 | Brabham | Brabham BT49 | Cosworth  | АРГ   | БРА    | ЮАР    | США      | ИСП      | БЕЛ     | МОН      | ФРА | ВЕЛ | ГЕР | АВТ | НИД | ИТА | КАН 7 | США Сход | -     | 0    |
| 1980 | Brabham | Brabham BT49 | Cosworth  | АРГ 7 | БРА 8  | ЮАР 10 | СШЗ Сход | БЕЛ Сход | МОН НКВ | ФРА Сход | ВЕЛ | ГЕР | АВТ | НИД | ИТА | КАН | США   |          | -     | 0    |
| 1981 | Tyrrell | Tyrrell 010  | Cosworth  | США   | БРА 13 | АРГ 13 | САН      | БЕЛ      | МОН     | ИСП      | ФРА | ВЕЛ | ГЕР | АВТ | НИД | ИТА | КАН   | СИЗ      | -     | 0    |